# Zvono
Zvono je glazbeni instrument, koji pripada skupini udaraljki i idiofonih glazbala. Koristi se za pozivanje vjernika na molitvu ili za druge signalizacijske funkcije. Velika zvona su lijevana od metala. Obično su ukrašena natpisima i reljefima i akustički su uglavnom ugođena na određeni ton.
Zvono se obično se sastoji od dva dijela: metalnog tijela (rezonatora) i (kemblja). Mala zvona mogu biti napravljena od keramike ili stakla.
Zvona se u zapadnom svijetu koristite uglavnom u kršćanskim crkvama. Zvona se obično nalaze u crkvenim tornjevima.

## Povijest
Zvona su azijskog podrijetla i poznata su od 9. stoljeća prije Krista.

## Vanjske poveznice
- Lijevanje zvona
- Zbirka linkova o zvonima